# Бургунди
Бургундите (на латински: Burgundiōnes, Burgundī; на старонорвежки: Burgundar; на гръцки: Βούργουνδοι) са голямо източногерманско или вандалско племе или група племена, които населяват региона на съвременна Полша по времето на Римската империя. Прародината на бургундите се намира в Южна Норвегия. Към II век пр.н.е. племето тръгва на юг, вероятно прекарва известно време на остров Борнхолм (Бургундерхолм?), и след това – през I или II в., се преселва в областта между реките Среден Одер и Долна Висла.
През 30-те години на V век бургундите се опитват да проникнат в провинция Белгика, но срещат силен отпор от римския пълководец Аеций.
След смъртта на император Авит през 456 г. бургундите, възползвайки се от нестабилността в империята, започват постепенно да разширяват териториите си на юг, по долното течение на река Рона.